# Willem Abma
Gerben Willem Abma (Folsgare, 12 juli 1942 - Leeuwarden, 23 juli 2024)  was een Nederlandse dichter en schrijver uit Friesland wiens werk verscheen in het Fries.
Abma studeerde theologie aan de Rijksuniversiteit Groningen. Daarna werkte hij als docent godsdienst in het voortgezet onderwijs. Hij heeft een omvangrijk oeuvre bij elkaar geschreven. Zijn vroege werk kenmerkt zich door een vermenging van religie en seksualiteit die bij vlagen aan het werk van Jan Wolkers doet denken. Zijn oudere broer Gerben Abma (1932-2016) was eveneens schrijver.
Sinds 1987 is Willem Abma tevens werkzaam als gesprekstherapeut.
De in Leeuwarden woonachtige schrijver wordt in zijn stad geëerd door een poëzietableau in het plaveisel van de Nieuwestad, vlak voor de zuidelijke ingang van het Gemeentekantoor. Het gedicht 'Stêd' werd door Abma speciaal geschreven voor zijn stadgenote Margaretha de Boer bij haar afscheid als burgemeester van Leeuwarden en onthuld in april 2004. Het gedicht maakt deel uit van Poëzieroute Leeuwarden waarin ruim 55 gedichten-in-steen van vooraanstaande Nederlands- en Friestalige dichters zijn opgenomen.